# Jacques Calmanson
Jacques Calmanson (tiếng Hebrew: זַ׳אק קָלְמָנְסוֹן; sinh năm 1722 tại Hrubieszów – mất năm 1811 tại Warszawa), tên khai sinh là Solomon Jacob ben Kalman (tiếng Hebrew: שְׁלֹמֹה יַעֲקֹב בֵּן קָלְמָן) là nhà văn, dịch giả và thầy thuốc riêng của Vua Stanislaw II. Ông là người Do Thái gốc Ba Lan.

## Tiểu sử
Jacques Calmanson sinh ra ở Hrubieszów, cha ông từng là giáo sĩ Do Thái (rabbi) nơi đây. Ông học y khoa ở Đức và Pháp, thông thạo tiếng Yiddish, tiếng Do Thái, tiếng Pháp, tiếng Đức và tiếng Ba Lan. Ông cũng từng đến Thổ Nhĩ Kỳ và Nga và cuối cùng định cư ở Warszawa, làm thầy thuốc cho Vua Stanislaw II. Năm 1784, Calmanson viết một cuốn sách nhỏ cho nhà vua liên quan đến các khoản thuế mà người Do Thái bị cho là thất thoát. Vào năm 1791, ông đã dịch một văn bản tiếng Do Thái sang tiếng Ba Lan, trong đó mời đại diện của các cộng đồng Do Thái đến Warszawa để gặp nhà vua và giúp đỡ trả hết nợ cho nhà vua.
Calmanson là người phiên dịch các tạp chí tiếng Do Thái và tiếng Yiddish, đồng thời làm trung gian giữa thư ký hoàng gia Scipione Piattoli và các phái viên của các cộng đồng Do Thái.

### Cuộc đời sau này
Sau khi Warszawa rơi vào tay Vương quốc Phổ vào năm 1796, Calmanson đã xuất bản cuốn Essai sur l'état actuel des Juifs de Pologne et leur perfectibilité (tạm dịch: Luận về tình trạng hiện tại của người Do Thái ở Ba Lan và tính cầu toàn của họ), dành tặng cuốn sách này cho Karl Georg von Hoym, ủy viên của Vương quốc Phổ về các khu vực Ba Lan bị sáp nhập. Cuốn sách nhỏ kêu gọi cải cách đời sống của người Do Thái, dịch sang tiếng Ba Lan vào năm sau với tên Uwagi nad niniejszym stanem Żydów polskich i ich wydoskonaleniem và dành tặng cho Sa hoàng Alexander I. Sa hoàng đã gửi món quà cho Calmanson là thuốc lá thay lời cảm ơn. Các đề xuất của Calmanson với chính quyền gồm hạn chế quyền tự trị của người Do Thái và quyền tư pháp của các tòa án Do Thái giáo, thay thế nhiều nơi thờ tự bằng trường công lập do nhà nước quản lý, giám sát của nhà nước đối với hôn nhân của người Do Thái, và bắt buộc áp dụng phong tục và trang phục "châu Âu". Nhiều phần trong đề xuất của ông đã được chính quyền Phổ thông qua vào năm 1797.
Calmanson chỉ trích phong trào Hasidic. Ông cho rằng phong trào này đi ngược với thời kỳ Khai sáng và là một trở ngại đối với việc cải cách xã hội Do Thái. Ông kêu gọi chình quyền thực hiện các biện pháp kiên quyết chống lại phong trào và những người ủng hộ nó.